# ディー・デー (ジャレコのゲーム)
『ディー・デー』（英: D-DAY）はジャレコが1984年1月に発売した業務用ビデオゲーム。戦艦と2種類の照準を1つのレバーで同時に操作して、敵の包囲網を突破し敵要塞の突破を目指す縦スクロールシューティングゲームである。
本作の名前は、ノルマンディー上陸作戦で用いられた攻撃開始日を意味する軍事用語「D-DAY」が由来となっている。

## ゲーム内容
『ディー・デー』は戦艦を操作して、敵要塞の突破を目指す縦スクロールシューティングゲームである。本作は自軍の作戦開始命令を受けて、戦艦を操縦して敵要塞に立ち向かう舞台設定となっている。
プレイヤーが操縦する戦艦は、上空から飛来する爆撃機や敵のミサイルに攻撃する「連射砲」と、敵の戦艦や氷山、砲台などの地上物に攻撃する「ミサイル」の2種類の攻撃手段を有している。プレイヤーは1つのレバーを使って、戦艦の移動とそれぞれの攻撃手段に対応した照準を同時に動かし、敵を攻撃することが求められる。ただし照準に比べて戦艦の動きは鈍重なため、敵の出現を予測した移動が必要となる。
また戦艦は敵の攻撃に被弾したり、敵や障害物、地形に接触すると損傷し沈没するが、攻撃によっては炎上しながらも3回までは耐えることができる。
本作では、ゲームの進行に応じて海上、氷山・機雷地帯、運河、敵要塞などの6つの場面が描かれ、場面ごとに変化する敵の攻撃や障害物を避けることが求められる。ゲームの最終盤に登場する敵要塞には、戦艦の進行を妨害するゲートがいくつか配置されており、その破壊が必要となる。
戦艦が敵要塞を突破すると1周クリアとなる。また、1周クリア後もゲームが継続する周回制の仕様となっており、周回を重ねるごとに難易度が上昇する。
一定得点を獲得すると、残機が1隻増加する。残機を全て失うとゲーム終了となる。

## 移植版
| タイトル                                                      | 発売日       | 対応機種        | 開発元                  | 発売元               | 販売形態・メディア                                  | 備考                                                      |
| ------------------------------------------------------------- | ------------ | --------------- | ----------------------- | -------------------- | --------------------------------------------------- | --------------------------------------------------------- |
| - ディーデー - D-DAY                                          | 1984年       | MSX1            | -                       | 東芝（ジャレコ許諾） | - パッケージ販売 - ROMカートリッジ - カセットテープ |                                                           |
| Polymega Collection 9: Strikers 1945                          | 2025年5月    | Polymega        | E.L.S. (移植元）        | Playmaji             | パッケージ販売 （DVD-ROM）                          | - 業務用版の移植。 - オムニバス内の1本。                  |
| - アーケードアーカイブス ディー・デー - Arcade Archives D-DAY | 2025年8月7日 | PlayStation 4   | ハムスター （移植担当） | ハムスター           | ダウンロード販売 （PlayStation Store）              | - 業務用版の移植。 - 『アーケードアーカイブス』の一作品。 |
| - アーケードアーカイブス ディー・デー - Arcade Archives D-DAY | 2025年8月7日 | Nintendo Switch | ハムスター （移植担当） | ハムスター           | ダウンロード販売 （ニンテンドーeShop）              | - 業務用版の移植。 - 『アーケードアーカイブス』の一作品。 |

### 備考
1985年のジャレコのファミリーコンピュータ参入時点の発売予定のラインナップには、本作のファミリーコンピュータ移植版が含まれていた。